# اسلام‌آباد (میان‌جلگه)
اسلام‌آباد، روستایی در دهستان سالاری بخش بلهرات شهرستان میان‌جلگه در استان خراسان رضوی ایران است.

## جمعیت
بر پایه سرشماری عمومی نفوس و مسکن در سال ۱۳۹۵، جمعیت این روستا برابر با ۸۰۷ نفر (۲۵۳ خانوار) بوده است.